# John Wolley
Pour les articles homonymes, voir Wolley.
John Wolley est un médecin et un naturaliste britannique, né en 1823 à Matlock, Derbyshire et mort en 1859.

## Biographie
Il fait ses études à Eton, au Trinity College et à l’université d'Édimbourg d’abord en droit puis en médecine. Il s’intéresse à l’histoire naturelle et notamment à l’élevage d’oiseau de l’extrême nord de l’Europe. Sa collection de peau d’oiseau de Laponie a été léguée au Muséum de Norwich.

## Source
- (en) Courte biographie du Natural History Museum de Londres